# اوپی زن برزنجیر
اوپی زن برزنجیر یک ستاره است که در صورت فلکی آندرومدا قرار دارد.